# Bharadvāja
Bharadvāja (aussi Bharadwaja), est l'un des sages védiques révérés (rishi) dans l'Inde ancienne.
Bharadvāja est un érudit, un économiste et un  médecin. Ses contributions à la littérature de l'Inde ancienne, principalement aux puranas et au Rig-Veda, ont joué un rôle important en donnant un aperçu de la société indienne d'alors. Lui et sa famille d'étudiants sont considérés comme les auteurs du sixième livre du Rig-Veda.
Bharadvāja est le père du guerrier brahmane Droṇācārya, un personnage principal du Mahabharata, et instructeur des princes de Pandava et de Kaurava. Il est grand-père d'Aśvatthāma, un autre guerrier légendaire du Mahabharata. Droṇācārya et Aśvatthāma ont combattu dans différentes batailles du Mahabharata aux côtés des Kauravas.
Il est également mentionné dans la Charaka Samhita, un texte indien ancien faisant autorité dans le domaine de la médecine.
Bharadvāja est l'un des Saptaṛṣis (en) (sept grands sages ou Maharishi), les autres sages Atri, Vashistha, Vishvamitra, Jamadagni, Kashyapa et Gautama (en).